# Байкальская улица (Липецк)
Байка́льская у́лица — улица в Левобережном округе Липецка. Проходит в посёлке Новая Жизнь от Морской улицы до Майской улицы (между Владивостокской и Краснодарской улицами). Пересекает Южную и Уступную улицы.
В начале своего существования носила название — у́лица Кото́вского, данное ей в честь героя гражданской войны Г. И. Котовского (1881—1925).
23 июня 1977 года получила нынешнее имя при переименовании всех улиц в посёлке Новая Жизнь, имевших «тёзок» в остальной части Липецка (в городе уже существовала улица Котовского). Новое название, как и ряд других в Новой Жизни, имеет отвлечённый характер. Названа по озеру Байкал (улица ведёт к Матырскому водохранилищу).

## Транспорт
- Автобусы 40, 40а, 106, 106А, 112, 343, 407. Остановка: «Новая Жизнь».